# C'est Noël
C'est Noël est une chanson française composée en 1956 par Henri Betti avec des paroles de Jean Manse. Elle a été déposée à la Sacem le 4 juin 1956 et éditée par Warner.

## Histoire
En 1956, Henri Betti a composé la musique du film Honoré de Marseille dans lequel il avait également composé la musique de quatre chansons avec des paroles de Jean Manse qui sont toutes interprétées par Fernandel.
C'est Noël était une des quatre chansons que Fernandel chante dans le film mais la scène a été coupée au montage. Elle figure donc seulement sur le disque sorti en novembre de la même année avec les trois autres chansons du film.
La mélodie de cette chanson a été écrite par Henri Betti quand il est devenu père d'une fille en 1950. La scène où Fernandel chantait cette chanson se situait dans un décor de nuit de Noël où Claire Diamant, qui jouait le rôle de sa nièce Josette, était assise sur ses genoux. L'actrice avait six ans au moment du tournage ce qui était le même âge de la fille d'Henri Betti.

## Liste des pistes
45 tours —  Decca 455.618 enregistré en septembre 1956 avec une orchestration de Paul Bonneau.
A1. C'est Noël
A2. Tout ça c'est Marseille
B1. Quel Plaisir ! Quel Travail !
B2. Oh ! Honoré

## Reprises
La même année, la chanson est enregistrée par Tino Rossi avec l'orchestre de Pierre Spiers et par Georges Guétary avec l'orchestre de Jo Moutet.